# St. Maria (Hohenberg)

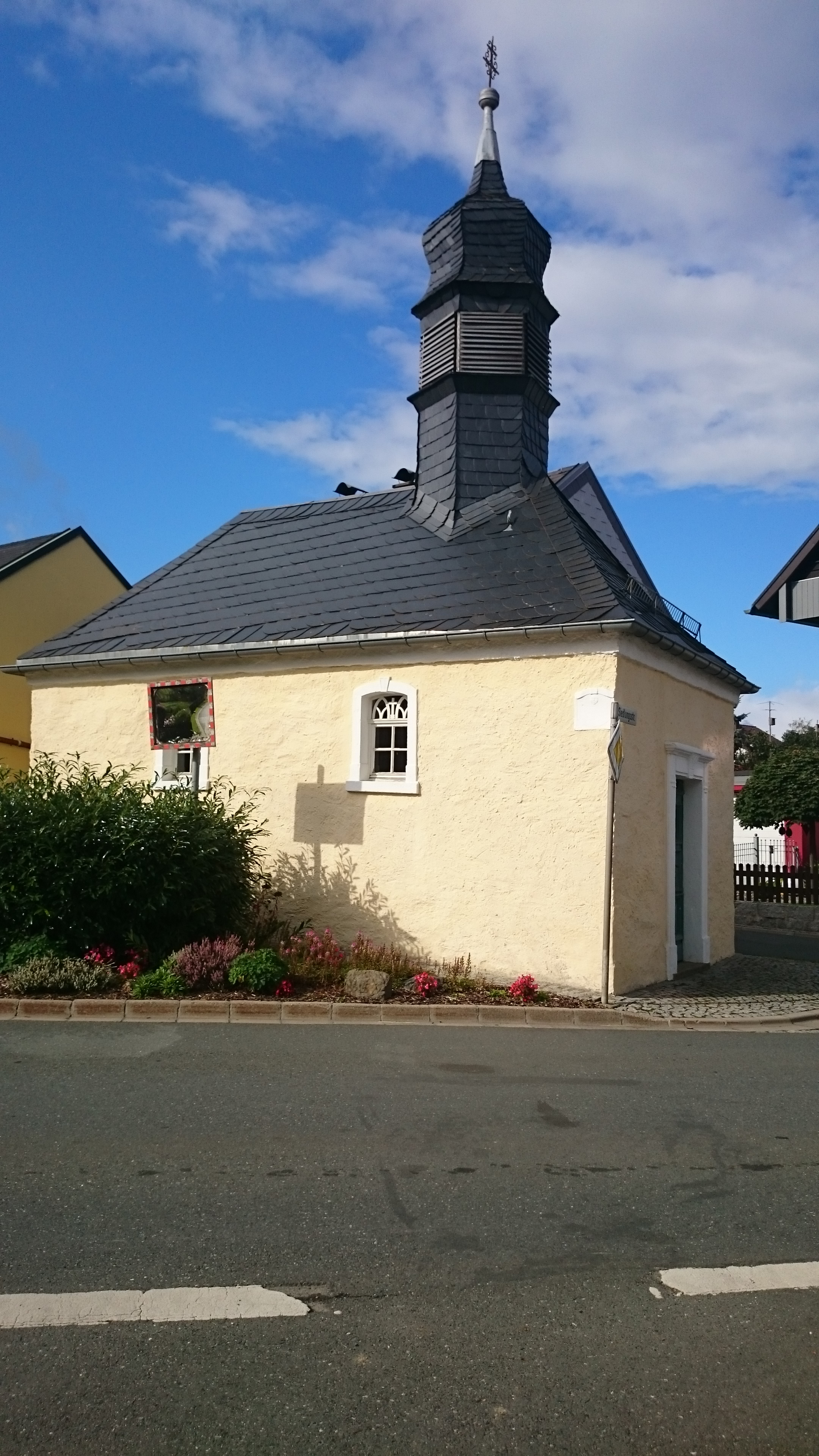
St. Maria (Hohenberg)

Die römisch-katholische Kapelle St. Maria steht in Hohenberg, einem Gemeindeteil des Marktes Marktleugast im oberfränkischen Landkreis Kulmbach in Bayern. Das denkmalgeschützte Bauwerk entstand in den 1820er Jahren. Die Kapelle gehört zum Seelsorgebereich Kulmbach im Dekanat Hof des Erzbistums Bamberg.

## Beschreibung
Die Kapelle wurde 1826 gebaut. Aus ihrem Walmdach erhebt sich im Osten ein sechseckiger, mit einer Zwiebelhaube bedeckter Dachreiter, der hinter den Klangarkaden den Glockenstuhl beherbergt. Zur Kirchenausstattung gehört ein Altar aus der zweiten Hälfte des 18. Jahrhunderts.